# Accademia dei Filergiti
L'Accademia dei Filergiti (dal greco: amici delle opere) è un'antica accademia che aveva sede in Forlì e aveva il compito di favorire gli studi nell'ambito sia letterario sia scientifico, a scopo civile, morale e religioso. Grande interesse fu anche rivolto ai miglioramenti in campo agrario, animando, agli inizi del XIX secolo, un "intenso dibattito agronomico". Aveva come stemma un alveare circondato da operose api, mentre il motto era nusquam mora.

## Storia
La fondazione è tradizionalmente fatta risalire al 1370 e attribuita a quello Jacopo Allegretti, fondatore anche della prima accademia letteraria italiana. Dopo di che l'Accademia venne più volte rifondata o restaurata: anche all'umanista Urceo Codro si attribuisce un intervento di rifondazione (XV secolo).
Ben documentata è la data del 1574: tra i rifondatori si citano: Simone Paulucci, i fratelli Padovani, Pellegrino Maseri, Cesare Gnocchi, Giuseppe Hercolani, Antonio Numai, Guglielmo Lambertelli, Bernardino Aleotti, Livio Cimatti, Fabio Oliva.
Fu di nuovo rifondata nel 1652.
Finite nel 1815 le guerre napoleoniche, l'Accademia si strutturò su quattro sezioni:
- scienze fisiche e naturali;
- scienze morali;
- lettere e belle arti;
- arti scientifiche, industriali e meccaniche[4].

## Membri
Fra i suoi membri:
- Santo Agelli (1773-1859)
- Alessandro Baldraccani (secolo XVII)
- Lodovico Balducci, inizi del XVIII secolo
- Pietro Giovanni Biagio Balestrieri (Parma 3 febbraio 1683 - Parma post 1750)
- Angelo Bellani (1776-1852)[5]
- Giuliano Bezzi (1592-1674), poeta e autore di un fortunato libro di prosa Il fuoco trionfante, che risulta la più antica monografia su un dipinto stampato[6]
- Rosa Agnese Bruni (1650 – 1720)[7]
- Teresa Carniani, detta Luisa Camilla (Firenze, 1785 - Bologna, 1859)[8]
- Andrea Fachinei (Forlì, 1549 – 1609)
- Jacopo Giandemaria (Parma 11 novembre 1638 - Ancona 1692 o 1693)
- Antonio Gianotti, vescovo di Forlì dal 1563 al 1578
- Cesare Majoli (1746-1823)
- Marcantonio Mambelli, detto il Cinonio
- Bartolomeo Mastri da Meldola (secolo XVII)
- Tommaso Mazza (secolo XVII)
- Fabrizio Antonio Monsignani (secolo XVII-XVIII), autore de Le Gare Della Natura E Dell'arte. Discorso Detto in Forlì li 28 maggio 1706 nell'accademia De' Filergiti
- Ilario Mortani (1560 - 1623)
- Giovanni Battista Morgagni (Forlì, 25 febbraio 1682 – Padova, 5 dicembre 1771)
- Giovanni Battista Orsi, conte, autore de Il ratto delle Sabine (1695)
- Marc'Antonio Pagani o Pagano, francescano, filosofo e poeta (1515-1585)[9]
- Luigi Vitaliano Paulucci di Calboli (secolo XVIII-XIX)
- Ottaviano Petrignani-Albicini (secolo XVII)
- Antonio Mangelli (secolo XVII)
- Francesco Quartaroli (Forlì, 26 aprile 1728 - 15 aprile 1803)
- Benedetto Rosetti (1737-1810)
- Angelo Soriani (secolo XVII)
- Urceo Codro (secolo XV)
- Giorgio Viviano Marchesi Buonaccorsi (1681-1759).

L'Accademia fu chiusa nel 1848.
Nel 1982, però, è stata riaperta, a Forlì, una Accademia dei Nuovi Filergiti Romagnoli.